# Centre interprofessionnel technique d'études de la pollution atmosphérique
 (décembre 2023).
Le Citepa est une association à but non lucratif qui se donne pour mission de guider l'action air et climat[C'est-à-dire ?]. Anciennement Centre interprofessionnel technique d'études de la pollution atmosphérique, le Citepa mène désormais une activité fortement liée au changement climatique.

## Activité
Le Citepa a établi sa raison d'être qui est la suivante : « engagée et indépendante, l'association guide les acteurs de la transition écologique en France et dans le monde. Elle évalue l'impact des activités humaines sur le climat et la pollution atmosphérique. Elle produit des données de référence et développe des solutions pour favoriser la réduction des émissions, l'amélioration de la qualité de l'air et l'adaptation au changement climatique. »
Dans le cadre de la mission d'intérêt général qui lui est confiée par le ministère chargé de l'Écologie, le Citepa assure la réalisation des inventaires nationaux d'émissions de polluants atmosphériques et de gaz à effet de serre conformément aux engagements internationaux de la France, notamment vis-à-vis de l'Union européenne (UE) et des Nations unies (CEE-NU). Le Citepa accompagne également des pays, des villes et des entreprises dans l'évaluation de leurs émissions de gaz à effet de serre, de polluants atmosphériques, la mise en place de plan d'actions pour les réduire, le suivi et la transparence des mesures et des engagements internationaux (ex: Accord de Paris). 

## Réseau
Le Citepa regroupe environ 90 adhérents concernés par les sujets air & climat: industriels, fédérations et syndicats professionnels, producteurs d'énergie, constructeurs automobiles, éco-industries, associations, ONG, bureaux d'études et laboratoires de mesures. Le Citepa est l'organisme de référence pour la France sur les émissions de gaz à effet de serre et polluants atmosphériques dans l'air. 

## Organisation interne
L'équipe du Citepa est composée de 50 personnes dont 45 ingénieurs. Le Citepa est présidé par Jean-Guy Bartaire et dirigé par Jérôme Boutang.

## Données suivies
Effet de serre : gaz à effet de serre (GES) que sont CO2, CH4, N2O, HFC (totaux et spéciation selon 8 composés), PFC (totaux et spéciation selon 5 composés), SF6, indicateur de potentiel de réchauffement global à 100 ans (PRG).
Acidification, eutrophisation et photochimie : SO2, NOx, NH3, COVNM (totaux et spéciation selon plus de 200 composés différents), CO, indicateurs acide équivalent (Aeq).
Métaux lourds : arsenic (As), cadmium (Cd), chrome (Cr), cuivre (Cu), mercure (Hg), nickel (Ni), plomb (Pb), sélénium (Se), zinc (Zn).
Produits organiques persistants (POP) : trichloroéthylène (TRI), trichloroéthane (TCE), tetrachloroéthylène (PER), dioxines et furanes (Diox), hydrocarbures aromatiques polycycliques (HAP), polychlorobiphényles (PCB) et hexachlorobenzène (HCB).
Poussières : particules en suspension (TSP), particules fines (PM10, PM2.5 et PM1.0).
Indicateurs de densité relatifs à la population, la superficie, le produit intérieur brut (PIB), la consommation d'énergie primaire, etc.

## Formats de restitution des émissions
Le format de publication des données[C'est-à-dire ?] ne fait pas l'objet d'un standard ou d'une norme unique. Les émissions sont disponibles sous différents formats et sous certaines conditions : 
- CCNUCC/CRF : format relatif à la convention cadre sur les changements climatiques (chaque année depuis 1990).
- CEE-NU : format relatif à la convention sur la pollution atmosphérique transfrontalière à longue distance (1979) (chaque année depuis 1980 ou 1988 ou 1990 selon les substances).
- SECTEN : format relatif aux acteurs économiques traditionnels (chaque année depuis 1960 ou 1980 ou 1988 ou 1990 selon les substances).
- NAMEA : format relatif à la nomenclature économique NACE (chaque année depuis 1980 ou 1988 ou 1990 selon les substances).
- GIC : format relatif à la directive européenne 2001/80/CE sur les grandes installations de combustion (GIC) (SO2, NOx et PM métropole et DOM).
- EMEP : format relatif à la grille EMEP (50 x 50 km²) dans le cadre de la convention sur la pollution atmosphérique transfrontalière à longue distance (périodicité quinquennale).
- DEPARTEMENT : format de type UNECE appliqué aux 100 départements (NUTS 3) / 26 régions (NUTS 2) (20 substances pour la métropole années 1994 et 1995, 27 substances pour l'année 2000, périodicité quinquennale - 10 substances pour les DOM chaque année depuis 1990).
- PRQA : format proche du type SECTEN relatif aux Plans Régionaux de Qualité de l'Air appliqué aux arrondissements (NUTS 4) et aux unités urbaines de plus de 100 000 habitants (année 1994 seulement).

## Critiques et citations
Le documentariste Jean-Christophe Brisard, auteur d'une enquête de deux ans sur la qualité de l'air en France, s'est montré très critique au sujet du CITEPA. Il explique que « ce n’est pas une administration mais une association contrôlée par les entreprises les plus polluantes de France (pétroliers, chimistes, fabricants de pesticides).  Au cours de mon enquête, je me suis rendu compte que son président est un ancien lobbyiste et qu’il est intervenu auprès de la Commission européenne pour que les seuils de pollution soient les moins stricts possible. ».
Le journal Le Parisien précise que les données officielles sur la qualité de l'air en région Île-de-France ne correspondent pas à ses propres relevés, ces derniers indiquant des niveaux de pollution nettement plus élevés.
Le président de la république, Emmanuel Macron a cité, le 20 décembre 2023, les chiffres du Citepa en référence pour expliquer la  baisse des émissions de la France de 4,6 % sur les trois premiers trimestres.